# Сьредський повіт (Великопольське воєводство)
Сьредський  повіт (пол. powiat średzki) — один з 31 земських повітів Великопольського воєводства Польщі.
Утворений 1 січня 1999 року в результаті адміністративної реформи.

## Загальні дані
Повіт знаходиться у центральній частині воєводства.
Адміністративний центр — місто Сьрода-Великопольська.
Станом на 1.01.2008 населення становить 54 909 осіб, площа 623,87 км².

## Демографія
Демографічні дані повіту станом на 30.06.2005:
|       | Всього | Всього | Жінки  | Жінки | Чоловіки | Чоловіки |
| ----- | ------ | ------ | ------ | ----- | -------- | -------- |
|       | осіб   | %      | осіб   | %     | осіб     | %        |
| Повіт | 54 630 | 100    | 27 802 | 50,9  | 26 828   | 49,1     |
| Міста | 21 675 | 100    | 11 205 | 51,7  | 10 470   | 48,3     |
| Села  | 32 955 | 100    | 16 597 | 50,4  | 16 358   | 49,6     |